# Levutė Staniuvienė
Levutė Staniuvienė (ur. 20 września 1958 w Večiai) – litewska nauczycielka i polityk. Posłanka na Sejm Republiki Litewskiej.

## Życiorys
W 1978 uzyskała dyplom w zakresie edukacji przedszkolnej w Szkole Pedagogicznej im. Antanasa Venclovy w Kłajpedzie. Następnie w 1986 roku uzyskała dyplom nauczyciela pedagogiki i psychologii oraz metodologa nauczania przedszkolnego na Szawelskim Instytucie Pedagogicznym w Kapłejdzie (obecnie Wydział Humanistyczny i Nauki o Edukacji). W 2007 otrzymała tytuł magistra administracji publicznej i zarządzania publicznego na Wydział Nauk Społecznych na Politechnice w Kownie.
W latach 1978–1986 była zarządcą w Przedszkolu Saulutė. Następnie w latach 1986-2011 była nauczycielką w szkole średniej w Bartuvie i nauczycielką religii w katolickiej szkole Macieja Wołonczewskiego. Od 2015 do 2016 roku dyrektor w prywatnej firmie Sveikatos namai.
W 2016 przyjęła propozycję kandydowania do Sejmu z ramienia Litewskiego Związku Rolników i Zielonych. W wyborach w 2016 uzyskała mandat posłanki na Sejm Republiki Litewskiej.